# Tau Ceti h
| Data odkrycia            | 2017          |
| Charakterystyka orbity   |               |
| Ciało centralne          | Tau Ceti      |
| Półoś wielka             | 0,243 ± 0,003 |
| Ekscentryczność          | 0,23 +0,16    |
| Okres orbitalny (d)      | 49,41 +0,08   |
| Charakterystyka fizyczna |               |
| Masa (Ziemia)            | 1,8           |
| Masa (Jowisz)            | 0,00576       |

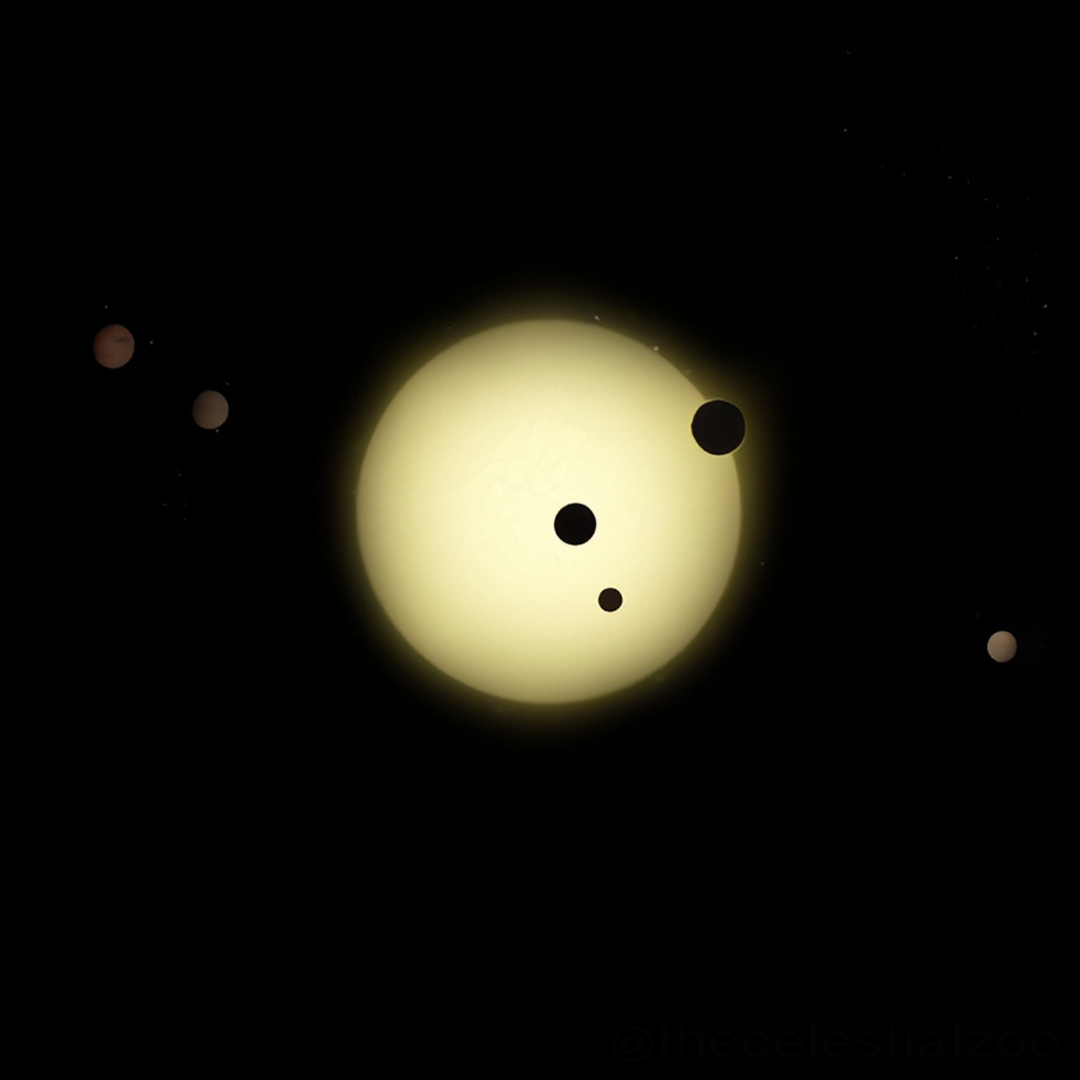
Wizja artystyczna Gwiazdy Tau Ceti i planet orbitujących wokół jej.

Tau Ceti h (tau Cet h, HD10700 h) – planeta pozasłoneczna typu superziemia okrążająca gwiazdę Tau Ceti.

## Nazwa
Nazwa planety pochodzi od nazwy gwiazdy, którą ciało to okrąża. Mała litera „h” oznacza, że jest to siódma odkryta planeta okrążająca tę gwiazdę.

## Odkrycie
Planetę odkryto jako kandydatkę, a w 2017 roku potwierdzono jej istnienie.

## Charakterystyka

### Masa i orbita
Masa tej planety jest równa 1,8 masy Ziemi, co wskazuje, że najprawdopodobniej jest to planeta skalista. Jej okres orbitalny wynosi około 49,4 dni.

### Gwiazda centralna
Tau Ceti to żółty karzeł, gwiazda podobna do Słońca. Ma ona masę równą 0,783 masy Słońca. Temperatura fotosfery gwiazdy to około 5344 K, jest ona odległa od Ziemi o 11,9 roku świetlnego.
Gwiazda ta jest starsza niż Słońce, jej wiek szacowano dawniej na około 5,8 mld lat, ale obecnie za bardziej prawdopodobny uważa się wiek 7,6 mld lat.